# Terence Arnold
Terence Arbuthnot Arnold (* 5. April 1901 in Peschawar, Pakistan; † 5. Juli 1986 in Salisbury) war ein britischer Bobfahrer und Olympiateilnehmer von 1924.
Gemeinsam mit Ralph Broome, Alexander Richardson und Rodney Soher gewann Arnold im Bob Großbritannien II Silber bei den I. Olympischen Winterspielen 1924 in Chamonix.